# California Über Alles
"California Über Alles" é o primeiro single da banda estadunidense Dead Kennedys. A música foi regravada para o primeiro álbum da banda, Fresh Fruit For Rotting Vegetables (1980).
O título da música é uma alusão ao primeiro verso do Hino nacional da Alemanha, o qual começa com a frase "Deutschland, Deutschland über alles." (literalmente, "Alemanha, Alemanha acima de tudo."). A letra critica diretamente o governador da Califórnia, Jerry Brown, e representa uma canção imaginária de Brown sobre sua visão dos Estados Unidos da América.
Também faz referências à Brown no papel de Grande Irmão, líder supremo descrito no distópico 1984, livro de George Orwell. A narrativa da canção descreve o mesmo ano de 1984, quando Brown seria o "führer" dos Estados Unidos.
"California Über Alles" faz parte da trilha sonora do jogo Tony Hawk's American Wasteland, do filme A Rede Social e está disponível para download na série Rock Band.

## Posição nas paradas musicais
| Parada (1980)  | Melhor posição |
| -------------- | -------------- |
| UK Indie Chart | 4              |